# Sabrina, l'apprentie sorcière (série télévisée d'animation, 2013)
Pour les articles homonymes, voir L'Apprentie sorcière (homonymie).
Sabrina, l'apprentie sorcière (Sabrina: Secrets of a Teenage Witch) est une série télévisée d'animation américaine en 26 épisodes de 25 minutes développée par Pamela Hickey et Dennys McCoy et diffusée entre le 12 octobre 2013 et le 7 juin 2014 sur Hub Network.
C'est une adaptation de la série de comics Sabrina, l'apprentie sorcière de l'éditeur Archie Comics. C'est la dixième adaptation télévisée des aventures de Sabrina et la cinquième en série d'animation.
En France, en Suisse et en Belgique la série est diffusée depuis le 8 janvier 2014 sur Disney Channel. Elle reste inédite au Québec.

## Synopsis
Sabrina Spellman n'est pas une fille comme les autres : elle est une sorcière. Elle vit dans le monde des mortels avec ses deux tantes sorcieres et dans le monde des sorciers. Mais Enchantra, la puissante sorcière qui dirige son école du monde des sorciers, veut qu'elle reste pour toujours dans le monde magique et pour ce faire, elle envoie Salem en chat.

## Distribution

### Voix originales
- Ashley Tisdale : Sabrina Spellman
- Ian James Corlett : Salem Saberhagen et le professeur Geist
- Erin Mathews : Zelda Spellman et Jessie
- Tabitha St. Germain : Hilda Spellman et Veralupa
- Kathleen Barr : Enchantra
- Maryke Hendrikse : Amy
- David Kaye : Jim
- Andrew Francis : Ambrose Spellman
- Matthew Erickson : Harvey Kinkle
- James Higuchi : Shinji

### Voix françaises
- Sarah Marot : Sabrina Spellman
- Patrick Préjean : Salem Saberhagen
- Blanche Ravalec : Zelda Spellman
- Maïk Darah : Hilda Spellman
- Juliette Degenne : Enchantra
- Benjamin Bollen : Ambroise Spellman
- Christophe Lemoine : Harvey Kinkle
- Fily Keita : Jessie
- Emmanuel Garijo : Shinji
- Alexandre Nguyen : le Djinn
- Adeline Chetail : Amy
- Fabrice Fara : Jim
- Léopoldine Serre : Veralupa
- Serge Biavan : Lasgard
- Pierre-François Pistorio : le professeur Geist
- Laura Zichy : Mlle Titan
- Julie Dumas : Miss Mabie
- Marc Perez : le monstre de pierre

- Version française
  - Studio de doublage : Mediadub International
  - Direction artistique : Éric Sola
  - Adaptation : Thierry Renucci

## Épisodes
1. Danse avec les loups-garous (Dances With Werewolf)
2. Dites-le avec des fleurs (Scream It With Flowers)
3. Un concert d'enfer ! (Ice Giant for Tea)
4. Le Géant de glace (Shock Rock)
5. Piégés dans le temps ! (No Time)
6. Double Rendez-vous (Faking Up Is Hard to Do)
7. Dragon-Sitting (Hic! Hic! Booom!)
8. Les Meilleures Ennemies (Best Friends Fighting)
9. Le Retour du loup-garou (Return of the Werewolf)
10. Jeu de rôle pas drôle (Creatures and Caves)
11. Invisibilité (See No Sabrina, Hear No Sabrina)
12. Métamorphose (Hurry Scurry)
13. Superstitions (Ultra-Stitious)
14. La Princesse troll (Sabrina the Troll Princess)
15. Un baby-sitting ensorcelant (Baby-Witching)
16. Soirée pyjamas (Night Pests)
17. Seconde Jeunesse (A Renewed Sense of Magic)
18. Super Sabrina (Super-Brina)
19. Il faut sauver le Spellman café (Home Sweet Home)
20. Harvey le magnifique (Now You See It...)
21. L'Épidémie (Magic No More)
22. Livraison express (What a Ride)
23. À la recherche de Salem (Who Let the Cat Out?)
24. La Journée des épreuves (Chariots of Fear)
25. Un génie un peu gênant (Careful What You Witch For)
26. Spella (Spella!)